# Incontri internazionali di rugby a 15 di metà anno 1993
A metà anno è tradizione che le selezioni di "rugby a 15", europee in particolare, ma non solo, si rechino fuori dall'Europa o nell'emisfero sud per alcuni test. Si disputano però anche molti incontri tra nazionali dello stesso emisfero Sud.

## Down Under Tour
In maggio-giugno si assiste ai tradizionali tour delle squadre dell'emisfero nord verso l'emisfero sud. L'evento è il Tour dei Lions in Nuova Zelanda, con gli All Blacks che vincono la serie 2-1
Tutte le nazionali britanniche inviano le proprie squadre sperimentali in giro per l'Europa
- Il Giappone si reca in tour in Argentina dove viene sconfitto (onorevolmente) due volte per 27-30 e 20-45.

| Tucuman 15 maggio 1993 | Argentina | 30 – 27 | Giappone |  |

| Buenos Aires 22 maggio 1993 | Argentina | 45 – 20 | Giappone | Stadio R. Etcheverri |

- Il Galles si reca in tour in Namibia e Zimbabwe. 3 i successi nei test match. Il tour si chiude con un'amichevole con i Barbarians sudafricani.

| Bulawayo 22 maggio 1993 | Zimbabwe | 14 – 35 | Galles |  |

| Harare 29 maggio 1993 | Zimbabwe | 13 – 42 | Galles |  |

| Windhoek 5 giugno 1993 | Namibia | 23 – 38 | Galles |  |

- L'Inghilterra invia una nazionale (senza riconoscimento ufficiale) in tour in Canada per provare nuovi giocatori (i migliori sono impegnati con i British and Irish Lions. I due incontri con il Canada finiscono con una sconfitta (12-15) e una vittoria (19-14).

| Burnaby 29 maggio 1993 | Canada | 15 – 12 | Inghilterra XV |  |

| Nepean 5 giugno 1993 | Canada | 14 – 19 | Inghilterra XV |  |

- La Scozia si reca in tour nel sud pacifico. È una nazionale sperimentale (senza riconoscimento del "cap" ufficiale ai giocatori), visto che i migliori giocatori sono impegnati nel tour del Lions. Portano comunque a casa vittorie con Figi (14-7) e (21-10), Tonga (23-5) e cedono solo alle fortissime Samoa (11-28)

| Suva 29 maggio 1993 | Figi | 10 – 21 | Scozia XV |  |

| Nuku'alofa 5 giugno 1993 | Tonga | 5 – 23 | Scozia XV |  |

| Apia 12 giugno 1993 | Samoa | 28 – 11 | Scozia XV |  |

- I British and Irish Lions si recano in tour in Nuova Zelanda. La serie con gli All Blacks è persa 2-1 con due sconfitte e una vittoria

| Christchurch 12 giugno 1993 | Nuova Zelanda | 20 – 18 | Isole Britanniche |  |

| Wellington 26 giugno 1993 | Nuova Zelanda | 7 – 20 | Isole Britanniche | Athletic Ground |

| Auckland 3 luglio 1993 | Nuova Zelanda | 30 – 13 | Isole Britanniche | Eden Park |

- La Francia effettua una tournée in Sudafrica, dove ottiene prestigiosi risultati con un pareggio (20-20) e una vittoria (18-17) nei test match.

| Durban 26 giugno 1993 | Sudafrica | 20 – 20 | Francia | (King's Park) |

| Johannesburg 3 luglio 1993 | Sudafrica | 17 – 18 | Francia | (Ellis park) |

- Una Nazionale "emergenti" italiana si reca in Zimbabwe:

| Harare 24 luglio 1993 | Zimbabwe | 6 – 20 | Italia Emergenti |  |

- L'Irlanda invia un team sperimentale in tour in Africa.

## Confronti tra nazionali dell'emisfero australe
- Sud Africa in Australia: il Sudafrica rende la visita dell'anno prima. Il primo test vede la vittoria degli Springboks  per 19-12. I Wallabies si riscattano vincendo gli altri due test-match: (20-28) (12-18).

| Sydney 31 luglio 1993 | Australia | 12 – 19 | Sudafrica | Football Stadium |

| Brisbane 14 agosto 1993 | Australia | 28 – 20 | Sudafrica | (Ballymore Stadium) |

| Sydney 21 agosto 1993 | Australia | 19 – 12 | Sudafrica | Football Stadium |

- La sfida per la Bledisloe Cup viene vinta dalla Nuova Zelanda:

| Dunedin 17 giugno 1993 | Nuova Zelanda | 25 – 10 | Australia | (Carisbrook) |

- Tonga si reca in tour in Australia dove subisce una pesante sconfitta con i Wallabies:

| Brisbane 4 luglio 1993 | Australia | 52 – 14 | Tonga | (Ballymore Stadium) |

- Samoa si reca in tour in Nuova Zelanda, dove disputa 9 match con 7 vittorie. La sfida finale con gli All Blacks finisce 35-13 per questi ultimi. Precedentemente viene stabilito un record: battendo 128-0 la selezione provinciale di Marlborough ottiene la più larga vittoria di una nazionale in tour contro una selezione o un club:

| Auckland 31 luglio 1993 | Nuova Zelanda | 35 – 13 | Samoa | (Eden Park) |

- Due i match per Figi in tour nel Sud-Pacifico:

| Apia 3 giugno 1993 | Samoa XV | 40 – 18 | Figi XV |  |

| Nuku'alofa 17 giugno 1993 | Tonga | 10 – 15 | Figi |  |

## Altri test
| Apia aprile 1993 | Samoa XV | 37 – 12 | Taranaki |  |

| Bucarest 20 maggio 1993 | Romania | 20 – 37 | Francia |  |

| Winnipeg 19 giugno 1993 | Canada | 20 – 9 | Stati Uniti |  |